# برکنریج (تگزاس)
برکنریج، تگزاس(به انگلیسی: Breckenridge, Texas) شهری در ایالت تگزاس از ایالات جنوبی ایالات متحده آمریکا است. در سرشماری سال ۲۰۰۰، جمعیت این شهر ۵۸۶۸ نفر اعلام شد.